# Renée Erdős

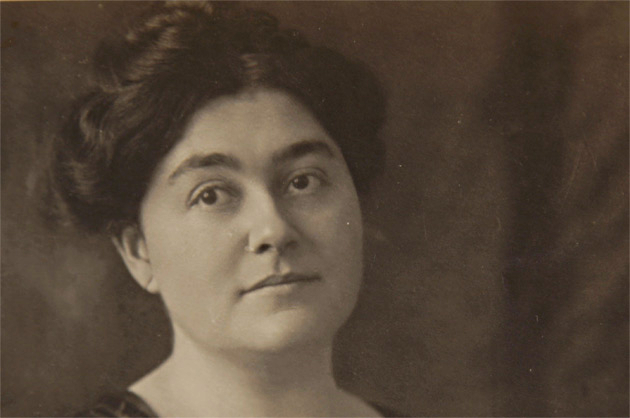
Foto, 1910

Renée Erdős (nacida: Ehrenthal Regina, Arcibiskupský Lél, 7 de mayo de 1878-Budapest, 7 de julio de 1956) fue una escritora húngara cuya obra versa sobre todo en la sexualidad femenina y se suele enmarcar dentro del movimiento modernista (Sezession). 

## Biografía
Nació en una familia judía ortodoxa en el área rural de Veľké Kosihy (hoy Eslovenia, entonces parte del Reino de Hungría).
Pasó sus primeros años en Győr y se mudó a Budapest a los 17 años para estudiar arte dramático, pero gracias al periodista Marcell Kadosa comenzó su carrera literaria.
Empezó publicando en revistas como Magyar Géniusz o Egyetértés en 1897. En 1899 sacó su primer poemario Leányálmok, y en 1904 apareció su propia publicación Az írások könyve (“El libro de los escritos”).
Abandonó Hungría en 1904 y a su regreso en 1906 comenzó sus series de novelas.
En su vida personal, mantuvo una relación con su colega escritor Sándor Bródy. Luego sufrió una fuerte depresión nerviosa y en un viaje a Italia se convirtió al catolicismo.
De vuelta a Hungría, se casó con el historiador Lajos Fülep en 1913. Tuvieron un hijo y se divorciaron poco despué de que naciera su segundo hijo en 1918. En 1926 se casó con Artúr Lőfler, diez años menor y del que también se divorció.
Tuvo que esconderse por sus orígenes judíos durante la ocupación nazi en 1944.
Falleció de una enfermedad cardíaca.
Tras su muerte, su obra se relegó al olvido pese a ser muy conocida en vida. Con el fin del comunismo en Hungría se republicaron varias novelas suyas.

## Selected works

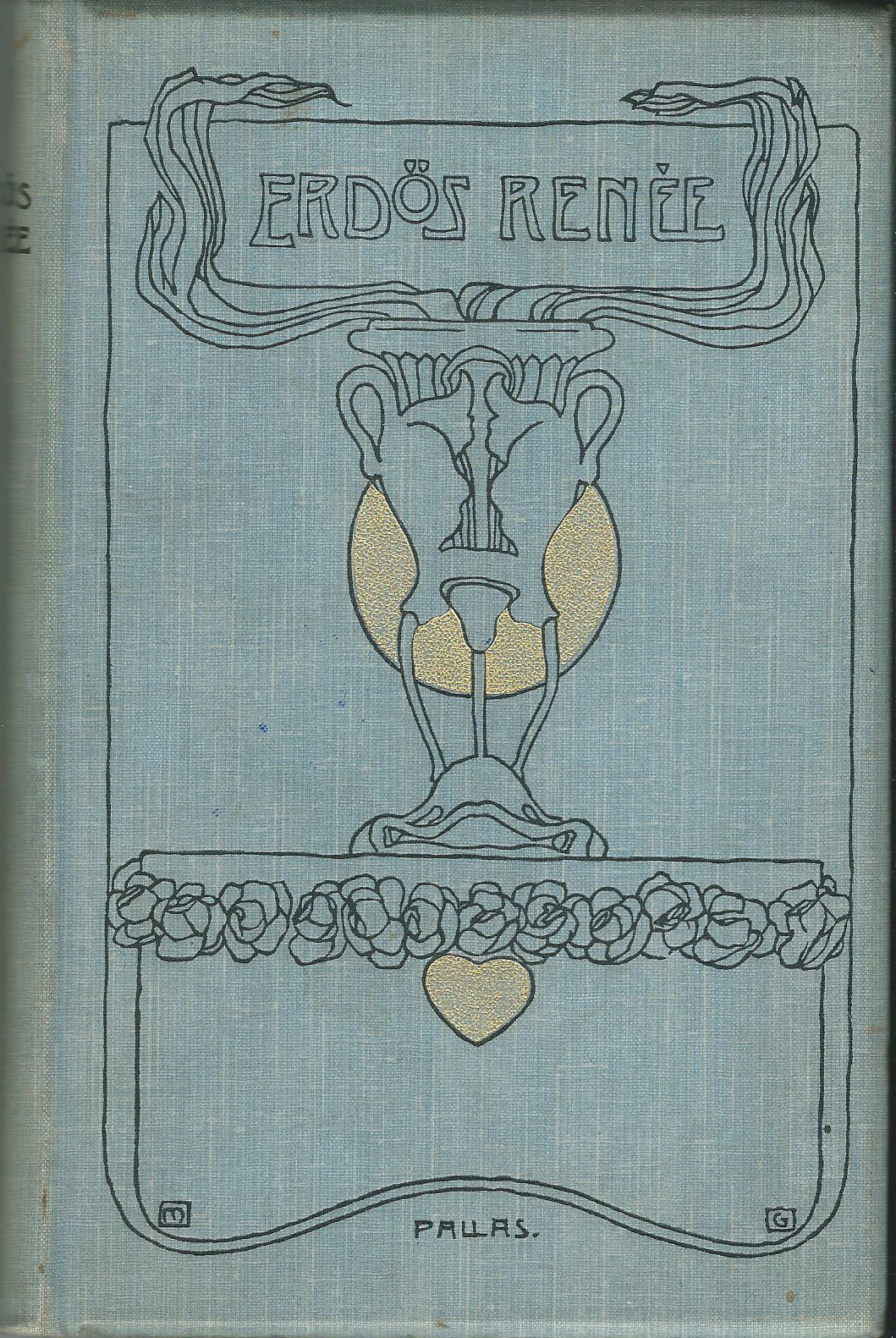
Tapa de su poemario Versek ("Poemas").

### Poemarios
- Leányálmok, (1899)
- Versek, (1902)
- Jöttem hozzátok.. (1909)
- Aranyveder (1910)
- Sibyllák könyve (1918)
- Egy perccel alkonyat előtt (1921)
- A csukott kert (1945)

### Novelas
- Norina (1909)
- Ősök és ivadékok (serie)
  - Az új sarj (1915)
  - Az élet királynője (1920)
  - Berekesztett utak (1923)
  - Ave Roma (1931)
- Egy szerelmes nyár története (1922)
- Santerra bíboros (1922)
- A nagy sikoly (1923)
- Borsóhercegnő (1924)
- Teano Amaryll egyszerű élete (1925)
- Végzetes vonzalom (1926)
- Lavinia Tarsin házassága (1927)
- Pándy György ifjúsága (1928)
- Brüsszeli csipke (1930)
- Örök papok (1932)
- A csöndes kikötő (1933)
- Szentgyörgyvára (1934)
- Abiság (1935)
- Az asszony, aki ölt (1936)
- Árgirus (1937)
- Timóthy-ház (1938)
- Szemünk fénye (1939)
- Gránátvirág (1945)